# 代特尔巴赫
代特尔巴赫是德国巴伐利亚州的一个市镇。总面积60.94平方公里，总人口6946人，其中男性3437人，女性3509人（2011年12月31日），人口密度114人/平方公里。

代特尔巴赫 - Dettelbach
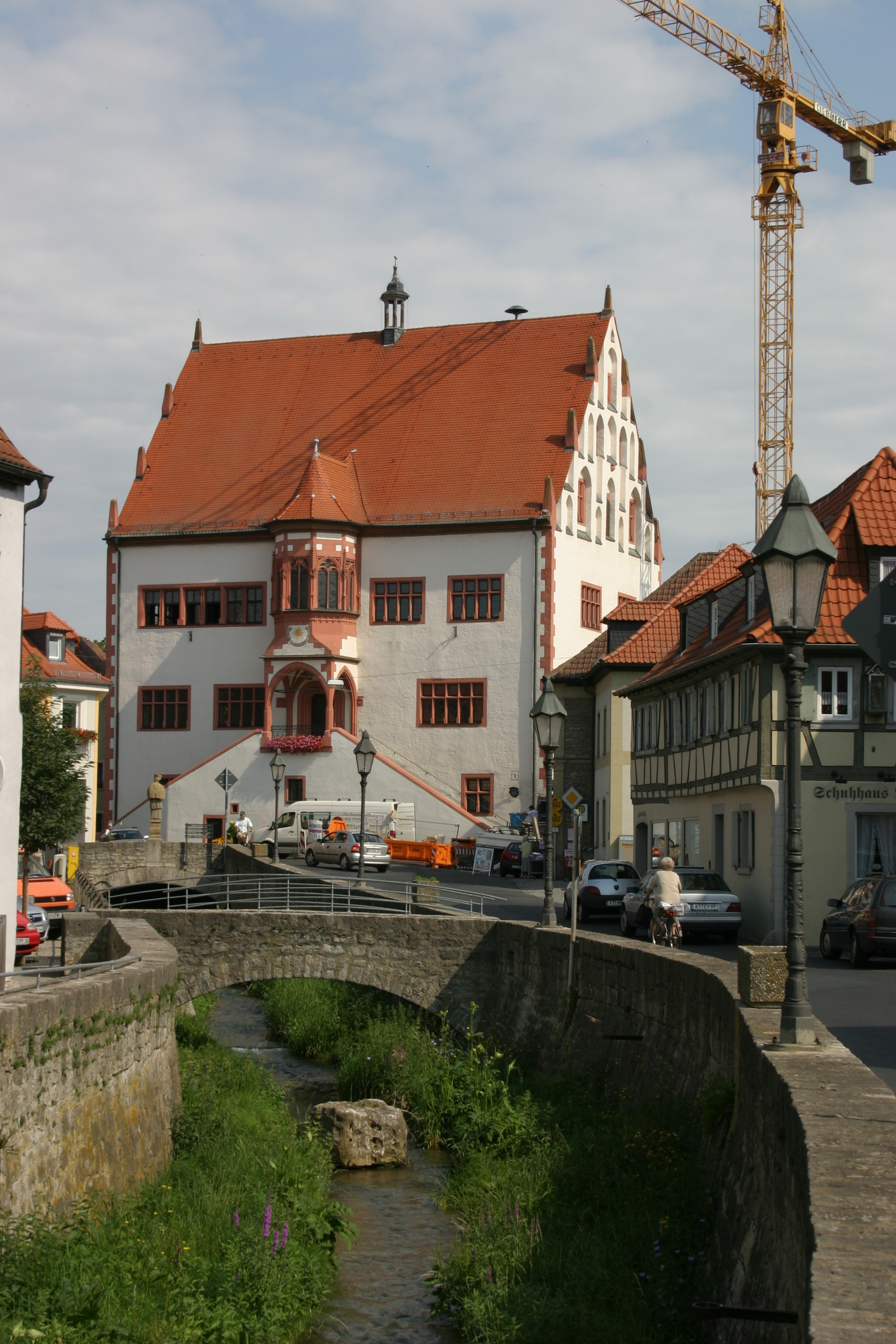
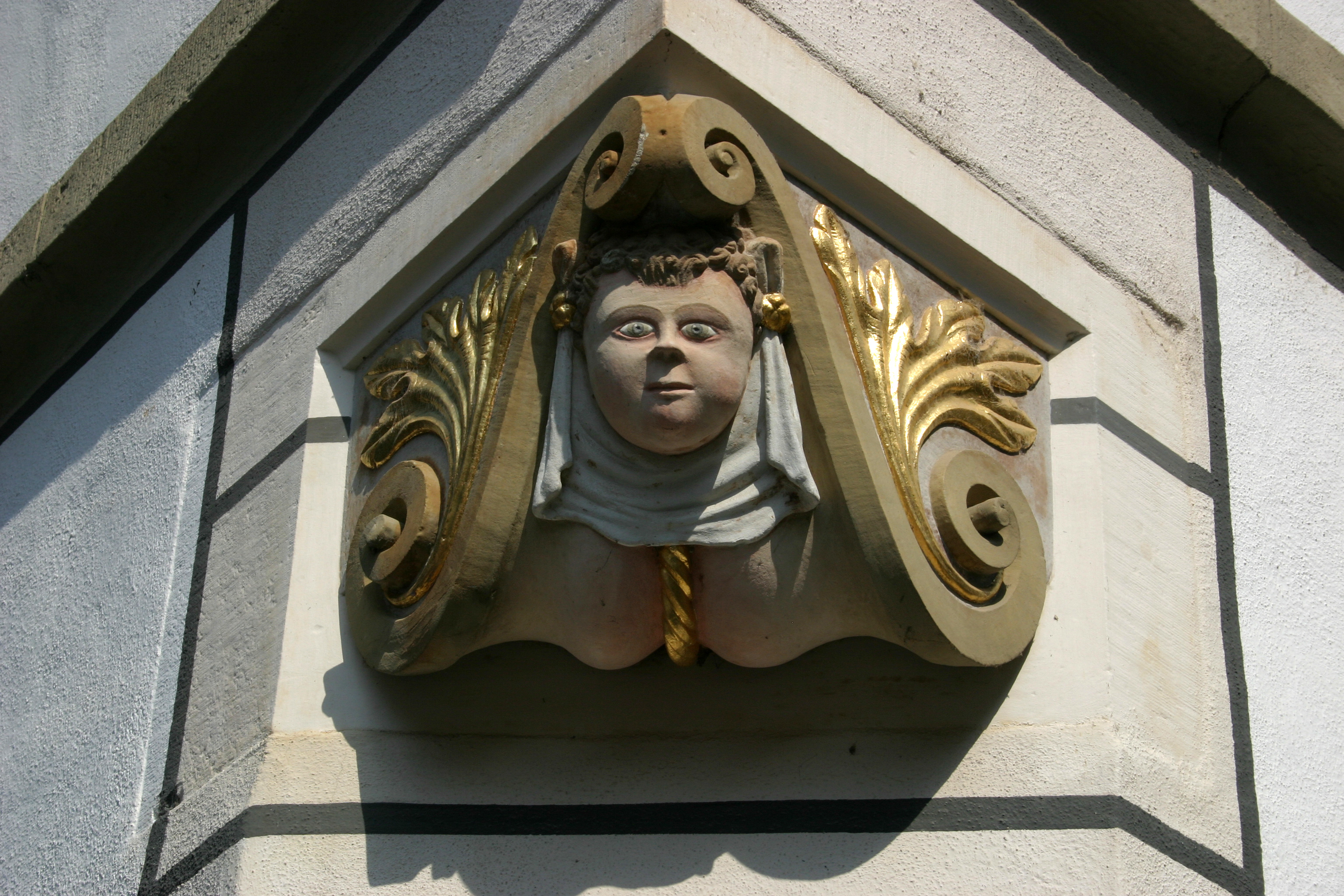
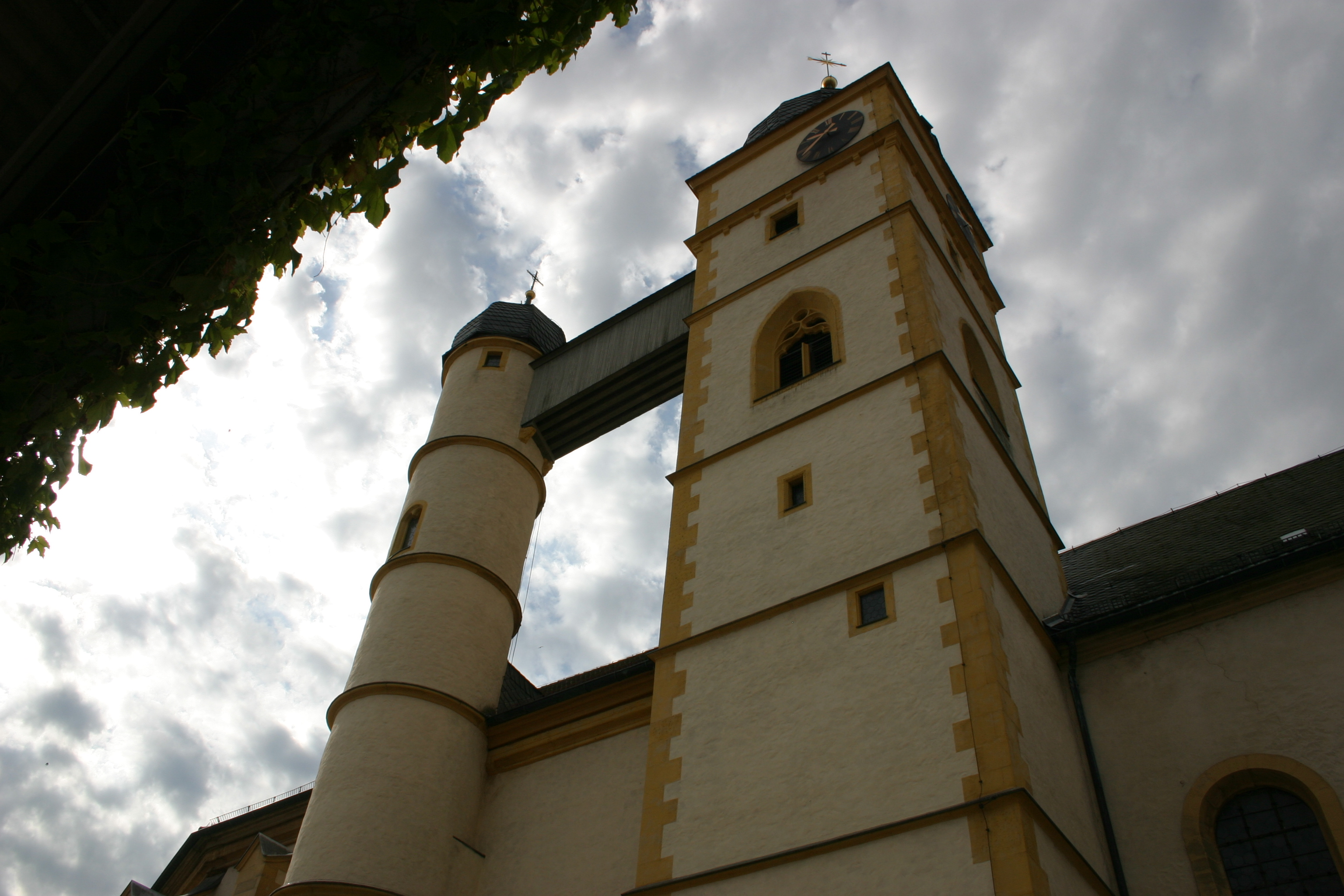
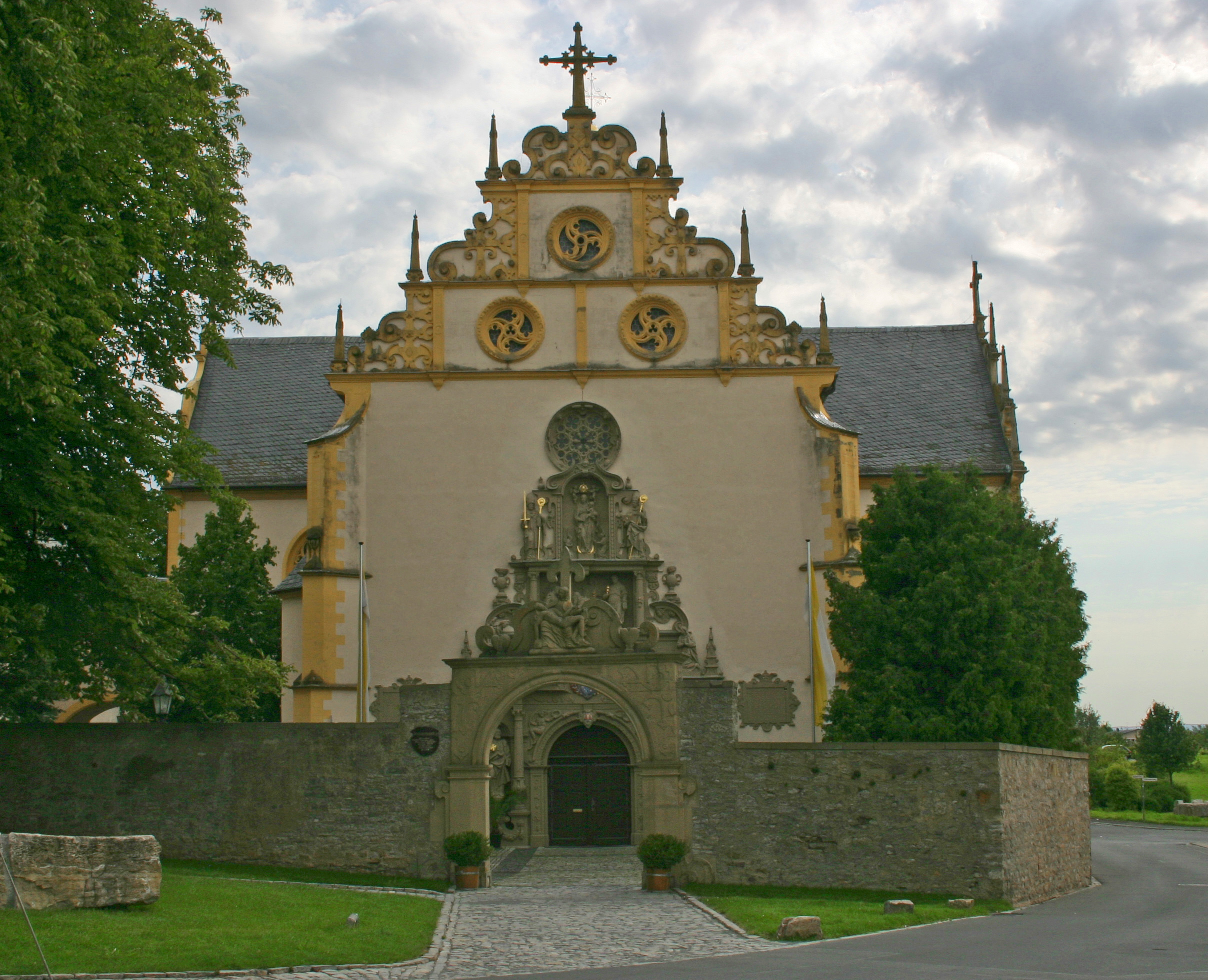
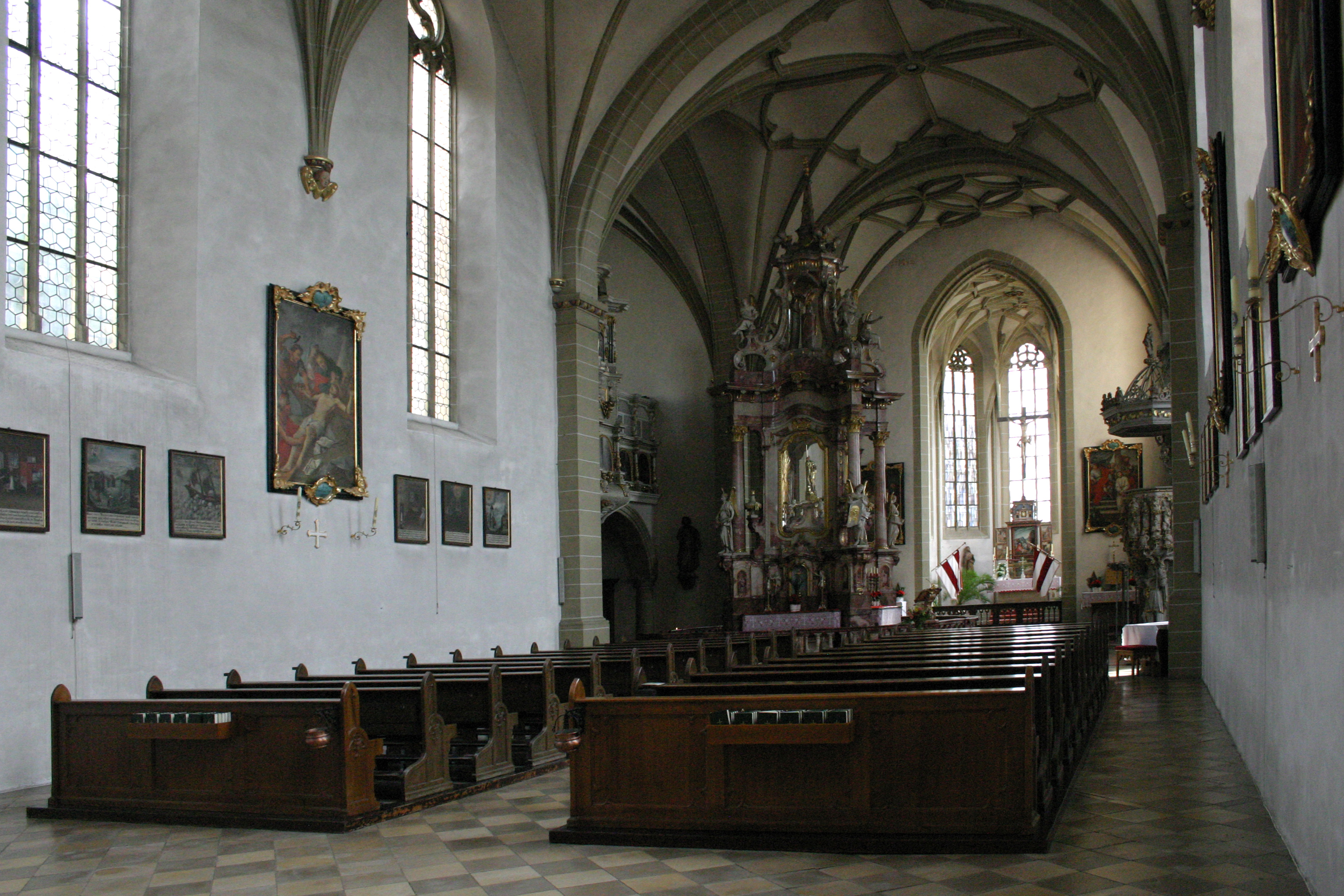
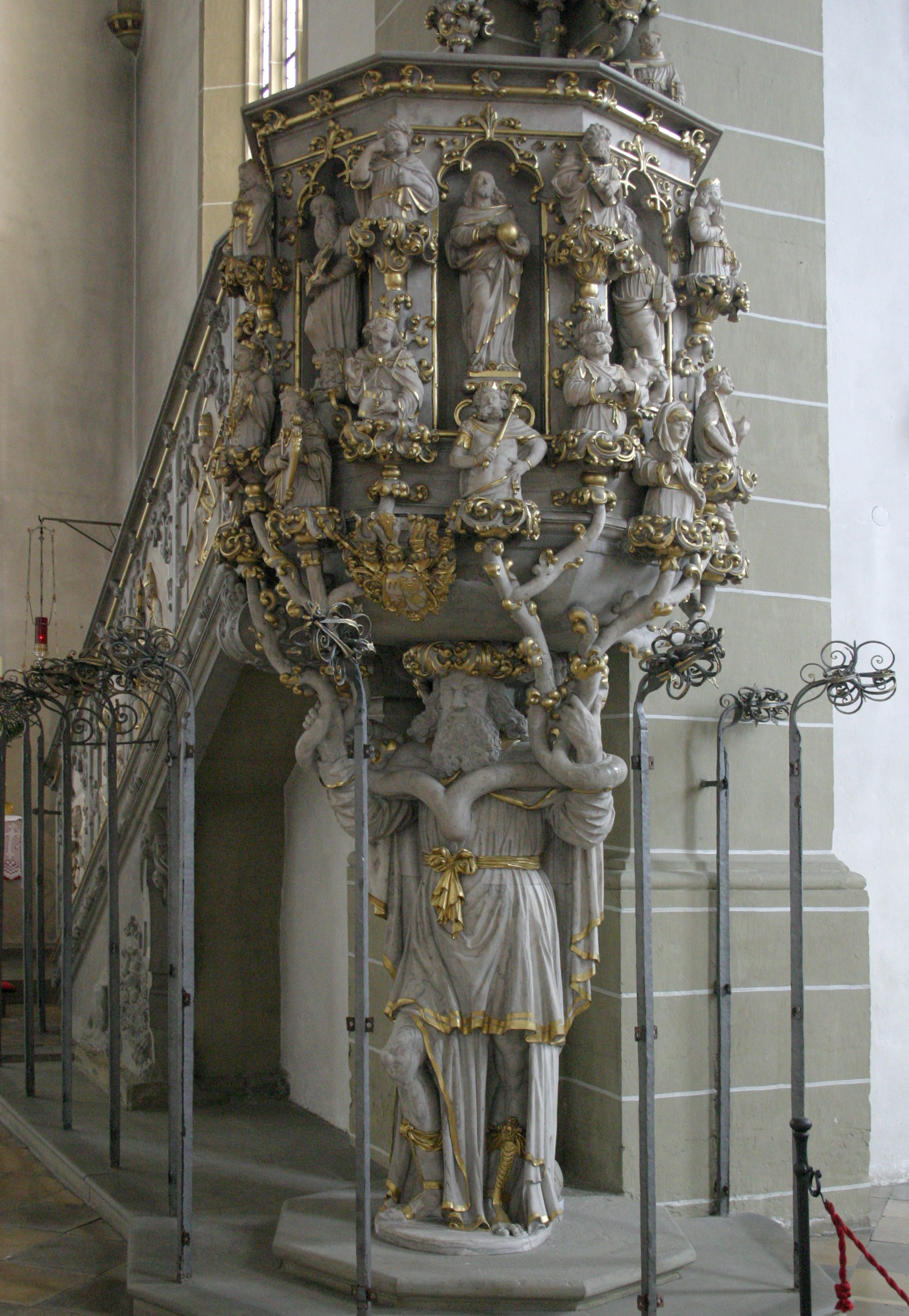
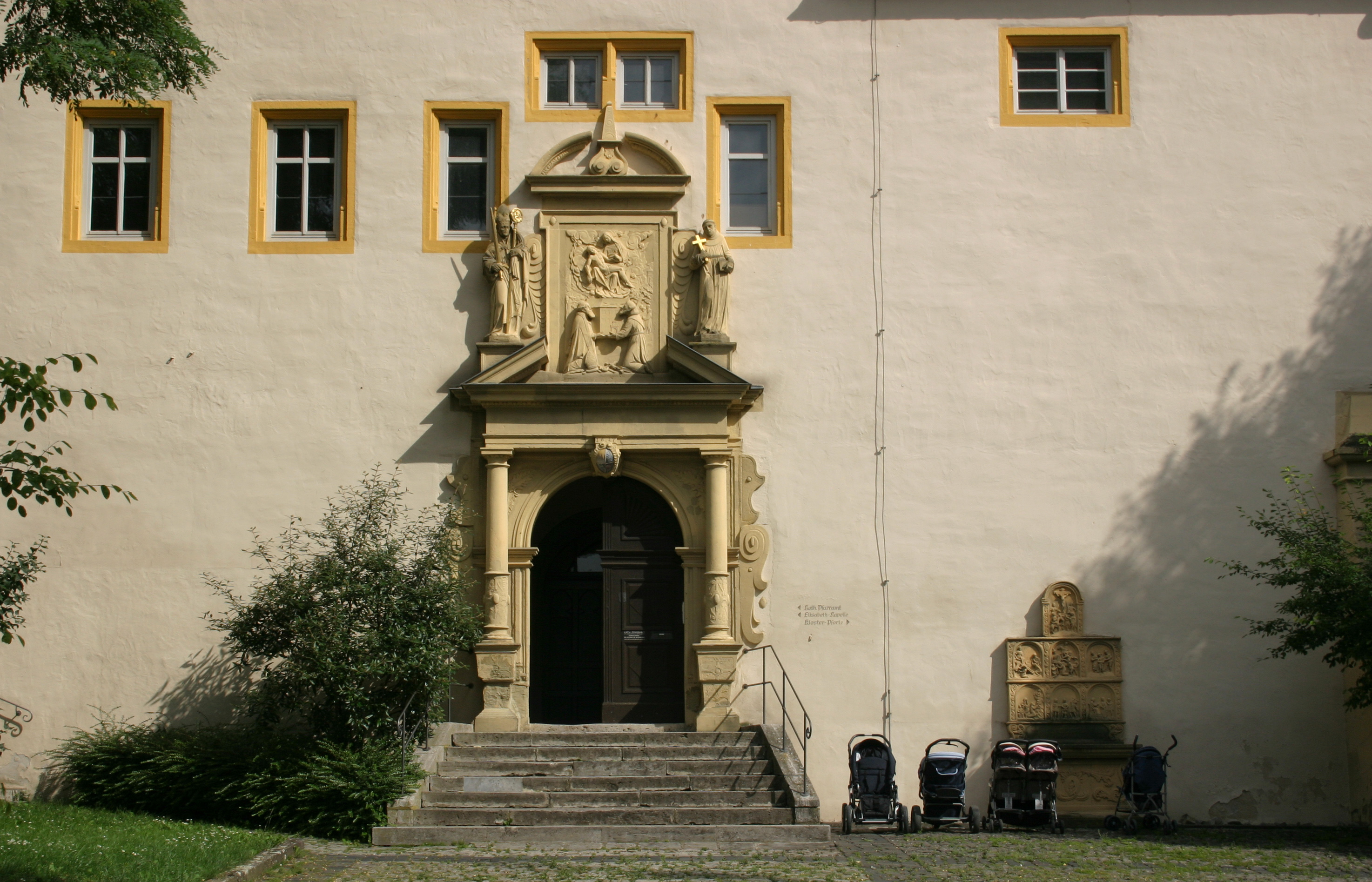